# Sportyvna (metrostation)
Sportyvna (Oekraïens: Спортивна, ⓘ; Russisch: Спортивная, Sportivnaja) is een station van de metro van Charkov. Het station maakt deel uit van de Cholodnohirsko-Zavodska-lijn en werd geopend op 23 augustus 1975. Het metrostation bevindt zich ten zuidoosten van het stadscentrum, onder de kruising van de Plechanivska Voelytsja en de Derzjavinska Voelytsja. Zijn naam ("Sport") dankt station Sportyvna aan het nabijgelegen stadion Metalist; in de planningsfase werd het station Stadion genoemd. Station Sportyvna vormt een overstapcomplex met het aangrenzende station Metroboedivnykiv im. H.I. Vasjtsjenka op de Oleksiejivska-lijn.
Het station is ondiep gelegen en beschikt over een perronhal met een gewelfd plafond. Het dak is bekleed met 6200 driehoekige betonnen elementen, waaraan op enkele plaatsen lampen zijn opgehangen. De wanden langs de sporen zijn afgewerkt met zwart natuursteen en de vloer is geplaveid met tegels van gepolijst rood graniet, waarin aan de perronranden een zigzagmotief is aangebracht. Aan beide uiteinden van het perron leiden trappen naar de twee ondergrondse stationshallen. In het midden van het perron begint de tunnel naar station Metroboedivnykiv im. H.I. Vasjtsjenka; de verbinding in tegengestelde richting komt uit in de oostelijke stationshal.